# جيمي زافالا
جيمي زافالا (بالإنجليزية: Jimmy Zavala) هو عازف ساكسفون أمريكي، ولد في 7 فبراير 1955 في North Highlands, California ‏ في الولايات المتحدة.

## وصلات خارجية
- جيمي زافالا على موقع IMDb (الإنجليزية)
- جيمي زافالا على موقع ميوزك برينز (الإنجليزية)
- جيمي زافالا على موقع ميوزك برينز (الإنجليزية)
- جيمي زافالا على موقع ديسكوغز (الإنجليزية)